# Massiccio dei Cantari
Il massiccio dei Càntari è costituito da quattro cime, la più alta è chiamata "cantano", dal latino cantus, che significa coppa, recipiente, data la forma dell'antica caldera glaciale, costituita da due circhi glaciali, che in inverno accumulano neve che rimane per quasi tutta l'estate. Fino alla fine degli anni '80 era presente un vero e proprio nevaio perenne, che rimaneva in alcuni punti per tutto l'anno. Sono presenti numerose pietraie e peschie, che formano la "peschia delle ciàuie", che sono una specie di corvi di montagna. In alcuni punti le rocce formano pareti a strapiombo di circa 300 metri di altezza, in cui nidificano l'aquila reale, il gheppio, il nibbio e tantissime altre specie di uccelli.
Dai 1700 m s.l.m. si estendono faggete, nel versante di Civitella Roveto con esemplari maestosi e imponenti, con patriarchi di circa 400 anni.

## Descrizione
A nord, est e sud del massiccio dei monti cantari troviamo il versante abruzzese di Civitella Roveto, ad ovest e a nord ovest troviamo il versante laziale. Dal monte si possono ammirare a nord i Monti simbruini, a sud il Monte Viglio ed il Gendarme del Viglio, a sud est la Valle Roveto, ad est i monti del massiccio del Sirente-Velino, ad ovest la vista della Valle latina. In giorni di sole con poca foschia si notano distintamente la Maiella ed il Gran Sasso. Nel versante abruzzese sono presenti delle grotte carsiche, che in inverno possono fungere da trappola, proprio sotto lo strapiombo di rocce, a quota 1800 m s.l.m. 
Anticamente esistevano molti percorsi per raggiungere la vetta, ma oggi troviamo solo la via normale da passo Serra Sant'Antonio e con sentiero tortuoso che parte dalla frazione di Meta, forse il più veloce per raggiungere la vetta dal territorio comunale di Civitella Roveto. Ci sono anche altri percorsi che partono dai Piani Stefanini, per poi seguire alcuni valloni.